# Volley Club Oxyjeunes Farciennes
Oxyjeunes Farciennes est un club belge de volley-ball basé à Farciennes évoluant pour la saison 2015-2016 en Nationale 2 Dames.

## Effectifs

### Saison 2013-2014
Entraîneur : Olivier Chausteur  Belgique